# Passage de la Voûte
Le passage de la Voûte est une voie située dans le quartier du Bel-Air du 12e arrondissement de Paris en France.

## Situation et accès
Il débute 45, rue de la Voûte et se termine 100, cours de Vincennes.
Le passage de la Voûte est accessible par la ligne 1 et par les lignes de tramway 3a et 3b à la station Porte de Vincennes.

## Origine du nom
Son nom fait référence à la rue de la Voûte, dans laquelle il débouche.

## Historique
Le passage est ouvert en 1887 par la ville de Paris et prend sa dénomination par arrêté du 24 juin 1907.  
Le cours de Vincennes, construit en remblai afin de franchir la vallée de Fécamp, était longé, au sud, par un sentier en contrebas. Sur les plans de Paris de 1900, il est mentionné Ancien Chemin de la Voûte du Cours. Son souvenir se perpétue dans le parcellaire et dans les percées entre les immeubles des nos 104 et 106 boulevard de Picpus, nos 28 et 30 et nos 29 et 31 rue Marsoulan et nos 87 et 89 avenue du Docteur-Arnold-Netter.

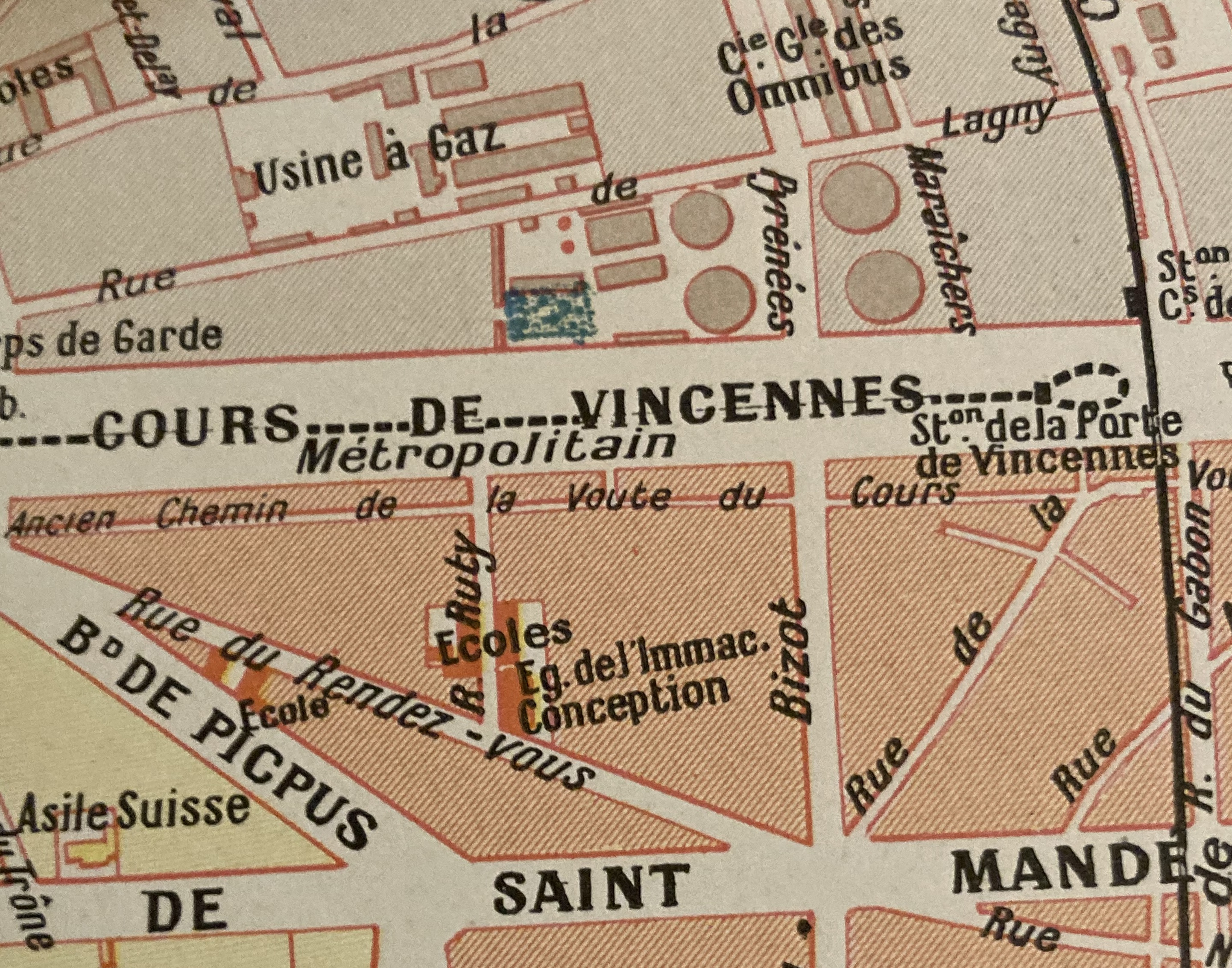
L'ancien chemin de la Voûte du Cours, d'après le plan de Paris de l'Atlas Paris, Larousse, 1900.

## Bâtiments remarquables et lieux de mémoire
Le passage est composé d'un double escalier avec un tronçon central, permettant de relier les niveaux différents du cours de Vincennes à la rue de la Voûte.